# Uniform Code of Military Justice

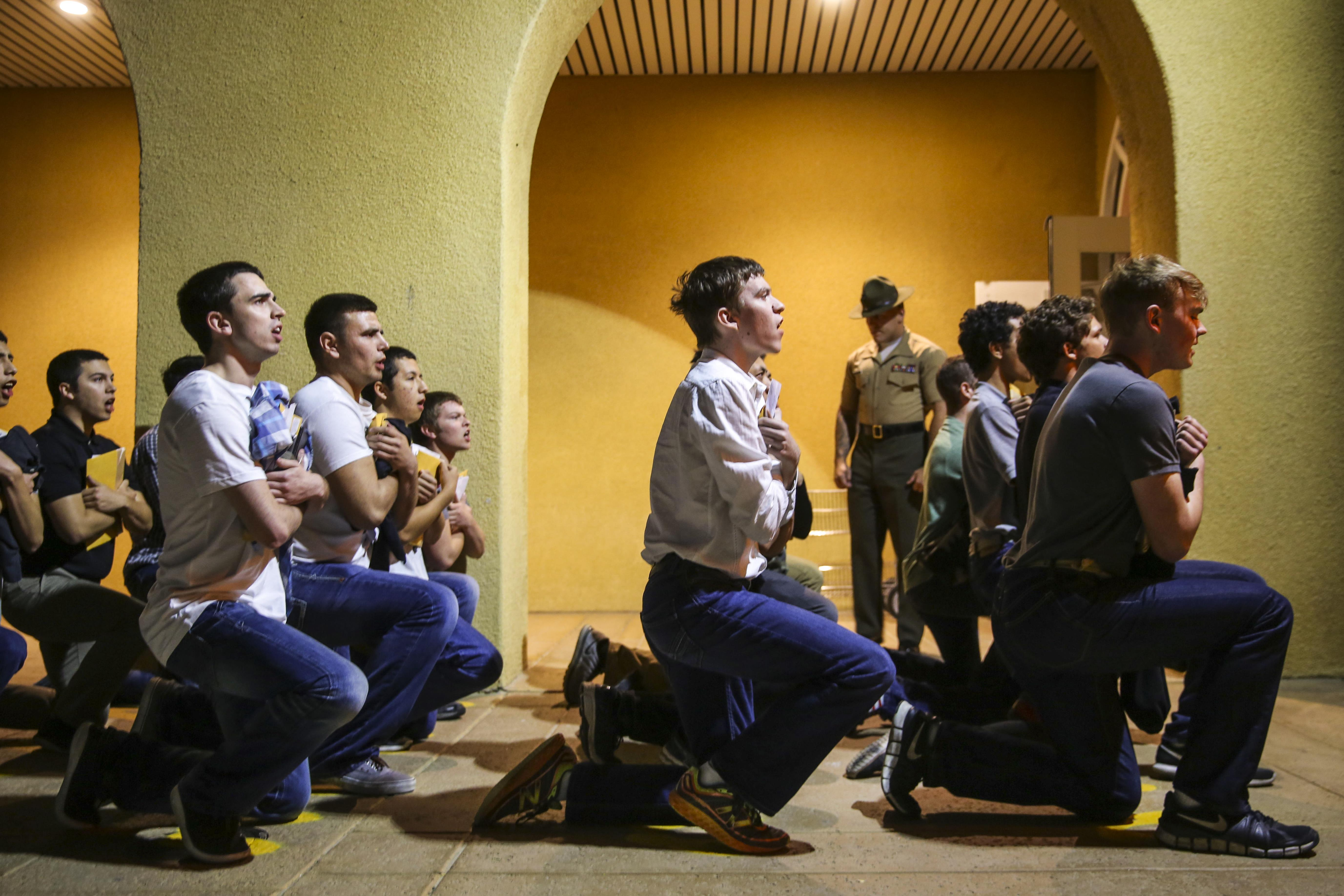
L'exposé du Uniform Code of Justice fait partie de l'accueil des engagés américains.

L'Uniform Code of Military Justice (UCMJ, en français, Code unifié de justice militaire) est la base légale du droit militaire américain. Le terme uniform dans le titre du code fait référence à l'intention du Congrès de créer une justice militaire uniforme et cohérente pour l'ensemble des Forces armées des États-Unis.

## Historique
Le 30 juin 1775, le Congrès continental vote les 69 articles de guerre (Articles of War) définissant la conduite de l'armée continentale. Le 10 avril 1806, le Congrès des États-Unis vote les 101 articles de guerre — s'appliquant aussi bien à l'armée qu'à la marine —, qui ne furent pas modifiés de manière significative durant un siècle. La justice militaire continue de fonctionner sous le régime des articles de guerre jusqu'au 31 mai 1951, date à laquelle l'Uniform Code of Military Justice entre en vigueur.
L'UCMJ est voté par le Congrès le 5 mai 1950 puis ratifié par le président Harry S. Truman. Il fait partie du titre 10 (sous-titre A, partie II) du chapitre 47 de l'United States Code. Sa version actuelle sur papier se trouve dans la dernière version du Manual for Courts-Martial (Manuel à l'usage des cours martiales, édité en 2005). Il est subdivisé en douze sous-chapitres.

## Source
- (en) Cet article est partiellement ou en totalité issu de l’article de Wikipédia en anglais intitulé « Uniform Code of Military Justice » (voir la liste des auteurs).